# Mariusz Anikiej
Mariusz Anikiej (ur. 5 października 1972 w Hajnówce) – polski muzyk związany z nurtem disco polo.

## Życiorys
Karierę muzyczną rozpoczął w zespole Centrum. W roku 1989 razem z Zenonem Martyniukiem założył zespół Akcent, w którym grał na instrumentach klawiszowych. Na pierwszych kasetach zespołu można również usłyszeć jego wokal w niektórych utworach. W 1991 roku obaj muzycy wyjechali do Belgii. W 1992 roku zespół się rozpadł, a Mariusz Anikiej powrócił do Polski, gdzie założył z Markiem Majewskim zespół Marinero. W 1993 roku nastąpiła reaktywacja zespołu Akcent, w którym Mariusz Anikiej występował do roku 1999. Po odejściu z zespołu wyjechał ponownie do Belgii. W 2007 roku ukazał się debiutancki album pt. Kolorowy świat zespołu Versus – nowego projektu muzycznego Mariusza Anikieja i Toni Pulkowskiego. Aranżacjami zajął się Adam Związek (AdamZ) – studio MAVOOI, który również jest współkompozytorem większości utworów.
Mariusz Anikiej jest żonaty z Agatą i ma dwie córki – Paulinę i Karolinę oraz syna Przemysława.